# 几何冲刺
《几何冲刺》是2013年由瑞典开发者羅伯特·托帕拉（Robert Topala）开发，并由他的公司RobTop Games出品的手机游戏和Steam游戏。《几何冲刺》是一个跑酷游戏，目前有22关，每一关都有独一无二的背景音乐。虽然玩家不需要完成一个关卡来解锁下一关，但每一关的难度会相应增加。游戏的另一个特色是拥有关卡编辑、地图包、用户自定义关卡、隐藏金币、用户金币、密室，以及多种多样的任务图标及游戏模式。

## 开发与发行
《幾何冲刺》原计划是一个可以向任意方向移动的游戏。Robert Topala评论道：“这样的项目毫无意义……这个游戏只是一个跳和撞的方块。”他本想将它制作成电脑游戏，不过后来他改变了主意，决定将其做成手机游戏。只不過後來幾何衝刺在電腦上還是更為出名。据说Topala是受超级马里奥类游戏类平台的鼓舞。他用了四个月将其制作成并发布到App Store上。发行之前，这个游戏叫《几何跳跃》（Geometry Jump）；刚发行时，《几何冲刺》只有四关。这个游戏发行后风靡全球，尤其是加拿大，它甚至曾经登上2014年销量首榜。 《几何冲刺》免費版發行於2013 年 9 月 12 日。《几何冲刺》的2.0特別版本叫《几何冲刺：毁灭》，发行于2015年12月19日。 2.1特別版《幾何衝刺：世界》，發行於2016年12月23日。2017年1月19日 2.1版本發佈。2.2特别版《几何冲刺：绝对零度》发行于2017年12月21日，最新版本2.207於2024年11月12日正式發行。

## 系列版本

### Geometry Dash Lite
Geometry Dash Lite 是该游戏免费版本，有广告，并且限制了一些玩法。Geometry Dash Lite 有17个关卡和4個平台關卡，没有关卡编辑器，有玩线上关卡的功能，但無法搜尋，只能透過例如「每周推薦關卡」等方法遊玩。并且留给玩家可以选择的皮肤也更有限。

### Geometry Dash Meltdown
2015 年 12 月 16 日，Robert Topala 宣布了一款名为Geometry Dash Meltdown的衍生游戏，于 2015 年 12 月 19 日发布，登录平台 iOS 和 Android。

### Geometry Dash World
2016 年 12 月 21 日，Robert Topala 宣布了名为Geometry Dash World的第二款衍生游戏。

### Geometry Dash SubZero
2017 年 12 月 12 日，Robert Topala 宣布了第三款名为Geometry Dash SubZero 的衍生游戏，于 2017 年 12 月 21 日发布。

## 游戏玩法介紹
《几何冲刺》用的是简单的触碰（电脑版使用鼠标单击）控制游戏中各种角色。玩家只需触点屏幕任意位置（Steam版本中使用空格, 方向键上或鼠标左键）控制人物以及角色。除非通过了变速门，否则玩家无法控制人物的移动速度，游戏主要技巧是把握时机和节奏。
游戏的最终目标是达到终点，完成关卡；但如果玩家碰到障碍物就得从头开始。所有官方關卡(一開始遊戲作者創造的) 除了完整版的Clubstep、Theory of Everything 2 和 Deadlocked，其他的在一開始就已經解鎖，所以玩家可以不受约束地玩。
游戏中，玩家可以收集分散在主关卡隐蔽或者挑战区域的金币解锁附加关卡，成绩以及更多人物图标，使游戏更加用户化。人物外观的变化会影响用户自定义关卡，也会解锁单独成就。进度条在屏幕顶端用来显示玩家在关卡中的进程。玩家可以按照自己的意愿调整或去除进度条。游戏中一些物品的颜色是根据人物图标的颜色变化而变化的，甚至有些背景颜色也是依人物变化而变化的。关卡一开始障碍物布置得很明显，但随着难度的增大，一些机关会分散在装饰，灯光，旋转甚至是隐藏障碍物中。这个并不是游戏预期的特色；随着游戏的更新，更多关卡和方块加入，新关卡也综合了新加入的元素提高难度。
《几何冲刺》每一关都有练习模式。在这种模式中，玩家可以使用重生点。重生点可以让玩家死亡后无需重新开始。重生点使用绿色菱形宝石标记。主关卡的练习模式可以解锁不同的颜色或人物图标，而完成用户关卡不会解锁任何成就。
人物在各种难度等级中可通过六种分离门分离为七种分离形态，包括但不限于方块(Cube)，球 (Ball)，飞船 (Ship)，蜘蛛 (Spider)，飞碟 (UFO)，机器人 (Robot)，波浪 (Wave), 和在2.2新增的遊戲模式： 搖擺直升機 （Swingcopter, 或稱 Swing)；玩家通过缩小门会变小；通过重力门会重力倒置，等等。分离门可组成32种组合，可切换五种速度。另外，一种分离门可以开启双人模式。
各种各样的门会影响人物的各个方面，它们会改变人物的大小、速度和形状；或使玩家进入双人模式，传送玩家、镜像视角。游戏中有些可用的跳跃装置，既可以触碰激活，也可以踩踏激活，将人物抛出去。
玩家解锁成就的同时，也会得到人物图标或颜色奖励来作为自定义人物的材料。
关卡编辑是完整版独有的。用户可创造他们自定义的关卡并发布出去，让其他玩家也可以尝试。玩家必须先完成自己自定义的关卡来确保关卡可以通过。背景音乐可使用官方的，也可以使用Newgrounds.com的音乐作为背景音乐。其他玩家可使用官方等级为关卡评级。最高难度是“恶魔（Demon）”级别。一些成就只会在完成一定数量的恶魔级别关卡后解锁。每个玩家发布的关卡都有独一无二的ID。

### 模式介紹

#### 方塊
最初始的型態，只能跳躍。

#### 飛船
按住起飛，放開下降。

#### 球
點擊改變重力。

#### 飛碟
可在空中跳躍，類似多段跳。

#### 波浪
類似飛船，但會拖著一條波浪尾，每次上升級下降的夾角為45度。迷你模式更小。

#### 機器人
與方塊相同，但長按能跳得更高。

#### 蜘蛛
與球相同，但不是飛上飛下，而是瞬間移動。

#### 搖擺直升機
與球類似，但在空中也可改變重力。

### 游戏关卡
《几何冲刺》中有22个官方关卡，完成每一关都会有相应的奖励。每关都可以找到三个隐藏金币。10个金币可解锁Clubstep，20个解锁Theory of Everything 2，30个解锁Deadlocked。星表示关卡难度以及玩家通过后会获得的星的数量。官方关卡的星数量比玩家自定义关卡星数量多。比如“恶魔”级别的关卡有14个（Clubstep和Theory of Everything 2）或15个（Deadlocked），而玩家自定义则只有10个。

## 音乐
每一个关卡都有自己独特的音乐，音乐名则用各个关卡名称命名。背景音乐一般有3～4分鐘，而关卡一般只有1.5～2分钟，所以音乐一般被裁剪过。如果玩家想创建拥有背景音乐的关卡，可以去Newgrounds寻找。有些音乐可能是开发者制作的比如说“Random1”和主屏幕音乐；还有一些是专门给游戏制作的背景音乐。

## 自製關卡
幾何衝刺的玩家可以使用地圖編輯器製作地圖，每個自製關卡都有一個獨特的id。
背景音樂可以使用Newgrounds的或者是官方的音樂。

#### 地圖包
地圖包（Map Packs）」會在玩家完成裡面所有關卡獎勵玩家2-10顆星。和一個金幣（惡魔等級會獎勵兩個金幣）。

#### 長度
長度被分為 tiny (10秒以內) small (10~30秒) medium (30～60秒) long (1～2分鐘) XL/Extra-Long (2分鐘以上)。

#### Rate機制
其中少數關卡可以被Rate，被Rate的關卡玩家破關或嘗試破關可以獲得晶球（遊戲中的代幣可以用來購買皮膚），破關可以獲得星星。
且關卡製作者可以獲得一個製作者點數（Cp)
較好或是符合規範的關卡可以被Feature。
製作者可以獲得2Cp。
獨特或是製作者花大量時間製作的優質關卡可以被設為Epic。
製作者可以獲得3Cp。

## 難度
每一個關卡都有自己的難度，目前有以下這幾種難度（括號內為過關星星數量）：
- Auto 全自動（1星）
- Easy 簡單（2星）
- Normal 普通（3星）
- Hard 困難（4~5星）
- Harder 艱難（6~7星）
- Insane 瘋狂（8~9星）
- Demon 惡魔（10星）

惡魔等級又可再分：
- Easy Demon 簡單惡魔
- Medium Demon 中等惡魔
- Hard Demon 困難惡魔
- Insane Demon 瘋狂惡魔
- Extreme Demon 夢魘惡魔